# M'Zab-dalen
32°29′N 3°41′Ø / 32.483°N 3.683°Ø
M'Zab (eller Mzab) er en region i provinsen Ghardaïa i Algeriet. Den 10 km lange dal, som ligger i Sahara i den centrale del af Algeriet har ca 120.000 indbyggere som fortsat lever i traditionelle bysamfund med egne love og skikke.
Mozabittene, som indbyggerne kaldes, er en berbisk folkegruppe, og tilhører ibadiretningen inden for islam. Mozabittene har boet i området siden stenalderen, og blev omvendt til islam ved mødet med Rostomiddynastiet. Rostomiderne blev efterhånden integreret med Mozabittene.
I området findes fem muromkransede byer, såkaldte ksourer. Hver ksour har en central moské som indeholder fødevarelager og er bygget som et sidste, indre fæstningsværk indenfor bymuren. Minareten fungerede som vagttårn. Udenfor bymuren ligger særprægede gravpladser som afspejler den samme samfundsstruktur som byerne. Mozabittene holder om sommeren til i lejre udenfor byen. Den største by er Ghardaïa. De øvrige er: Beni Isguen, Melika, Bou Noura og El Ateuf. Specielt for Beni Isguen er, at kun muslimer tillades at overnatte i byen.
Ettersom M'zab ligger langt fra andre beboede dele af Algeriet, er både den materielle og den samfundsmæssige kultur forholdsvis uforandret.

## Eksterne kilder og henvisninger
- The changing world of Mzab fra The Middle East magazine, 1983 på chris-kutschera.com